# Everett J. Murphy
Everett Jerome Murphy (* 24. Juli 1852 in Nashville, Illinois; † 10. April 1922 in Joliet, Illinois) war ein US-amerikanischer Politiker. Zwischen 1895 und 1897 vertrat er den Bundesstaat Illinois im US-Repräsentantenhaus.

## Werdegang
Noch in seiner Jugend zog Everett Murphy mit seinen Eltern nach Sparta, wo er die öffentlichen Schulen besuchte. Im Jahr 1877 arbeitete er als City Clerk für die dortige Stadtverwaltung. Danach zog er nach Chester, wo er bei der Gerichtsverwaltung angestellt wurde. Zeitweise war er auch Sheriff im Randolph County. Gleichzeitig schlug er als Mitglied der Republikanischen Partei eine politische Laufbahn ein. Von 1886 bis 1888 war Murphy Abgeordneter im Repräsentantenhaus von Illinois. Danach leitete er die Strafanstalt in Menard. Seit 1892 lebte er in East St. Louis.
Bei den Kongresswahlen des Jahres 1894 wurde Murphy im 21. Wahlbezirk von Illinois in das US-Repräsentantenhaus in Washington, D.C. gewählt, wo er am 4. März 1895 die Nachfolge von John C. Black antrat. Da er im Jahr 1896 nicht bestätigt wurde, konnte er bis zum 3. März 1897 nur eine Legislaturperiode im Kongress absolvieren. Von 1897 bis 1899 gehörte Murphy dem Begnadigungsausschuss seines Staates an. Zwischen 1899 und 1913 und dann seit 1917 bis zu seinem Tod leitete er die Strafanstalt in Joliet. Außerdem stieg er in das Bankgewerbe ein. Everett Murphy starb am 10. April 1922 in Joliet.